# Reserva natural Cerro Wawashang
La Reserva Natural de Wawashang es un gran zona forestal en la región caribe nicaragüense declarada reserva natural en 1992. La reserva tiene unas 350.000 ha (34.553 ha de zona nuclear) de extensión repartidas en tres distintas municipalidades, Laguna de Perlas, El Tortuguero y Kukra Hill.

## Generalidades
En su ambiente natural es una ecorregión de selva umbrófila rezumante de humedad y escasa luminosidad. En el suelo crecen helechos, hepáticas, musgos y líquenes que también ascienden por los troncos y ramas, mientras que enredaderas y bejucos completan la maraña impenetrable. Se denomina bosques a las comunidades forestales dominadas por una sola especie o unas pocas. Así que, a pesar de su relativamente pequeña extensión y abundancia de especies, Wawashang es en realidad una comunidad de selvas. Este bioma agrupa varios tipos de selva tales como la selva lluviosa ecuatorial siempreverde de tierras bajas, o simplemente selva lluviosa, que recibe más de 2.000 mm. de precipitaciones anuales. Este tipo de selvas se encuentran en el ecuador; las áreas principales son la Selva Amazónica en Sudamérica, la cuenca del Congo en África central, Indonesia y Nueva Guinea. Al estar ubicada mucho más al norte, sus características son muy poco comunes y la importancia de especies tanto animales como vegetales de ambas Américas es mayor, así como su uso por las poblaciones divagantes de aves en varias épocas del año.
Aparecen también la selva caducifolia húmeda, que recibe elevadas precipitaciones con una estación húmeda y calurosa y una estación más fría y seca. Algunos árboles en estas selvas pierden las hojas totalmente o en parte durante la estación seca. Estas selvas se encuentran en partes de Sudamérica, Centroamérica, las Antillas, la costa de África occidental, el Subcontinente Indio e Indochina. Y la denominada Selva inundada, que incluye las selvas pantanosas. Ambas comunidades aumentan considerablemente el número de especies poco comunes y amenazadas que viven en el área o se refugian.

## Clima y entorno
El rango de precipitación en la reserva es de entre 3.000 y 3.750 mm anuales, que al verse acompañados por unas temperaturas que van de los 24 °C a los 30 °C, forman un clima ecuatorial, apropiado para el desarrollo del bosque húmedo que cubre parte de la reserva.
La reserva se encuentra a unos 15 km al norte de la ciudad de Bluefields, entre 100m y 530m sobre el nivel del mar, en plena llanura atlántica. 
Es un área de gran importancia hidrológica y está surcada por numerosos ríos que están rodeados de bosques. Colinda también con dos lagunas: Laguna de Perlas y Laguna Sunie. Los ríos que surcan la reserva son de agua dulce, mientras que las lagunas son de agua salada. Ambas lagunas están bordeadas por manglares, que protegen a numerosas especies de aves y de peces comerciales.

## Biodiversidad
Wawashang contiene algunos de los últimos fragmentos de la gran selva tropical del Atlántico nicaragüense. Por ende, alberga una gran variedad de formas de vida. De las 350.000 ha que componen la reserva, unas 231.500 ha están arboladas por bosques y manglares. Los principales ecosistemas de la reserva son los siguientes:
- Bosque perennifolio estacional ribereño.
- Bosque perennifolio bien drenado.
- Bosque perennifolio pantanoso de palmas.
- Sistemas agropecuarios con un 10-50% de vegetación.
- Sabana anegada con árboles y palmas.
- Sabana anegada con pinos.
- Manglar.
- Laguna costero aluvial.
- Estuario abierto.
- Humedal.

Esta gran variedad de ecosistemas permite la proliferación de numerosas formas de vida. Así pues la diversidad de vida silvestre de la reserva se compone de 161 especies de aves, 43 especies de mamíferos, 26 especies de reptiles y 14 de anfibios.
Entre las aves, se encuentran 26 especies migratorias neotropicales y 135 especies residentes, así mismo unas 30 especies presentan algún grado de amenaza para su conservación en estado silvestre, la mayoría de las cuales están bajo protección. El número de especies de aves identificadas en la reserva representa el 23,8 % de las 676 especies de aves registradas para el país.
Entre los mamíferos se destaca la presencia de las especies de mayor tamaño y que requieren de grandes zonas boscosas. Así pues el jaguar, el puma, el tapir o danto y posiblemente el oso hormiguero están presentes en el bosque, también hay otras especies de mamíferos como los monos y los murciélagos. Se puede afirmar que hay bastantes especies de mamíferos en la reserva, puesto que las 43 especies de mamíferos presentes representan el 25% de las 176 especies de mamíferos que hay registradas para el país.

## Amenazas
Si bien la reserva es grande, también tiene muchos problemas. Uno de ellos es la falta de acción por parte del Gobierno Nicaragüense en la protección de la zona, como prueba de ello destaca que aunque la reserva fue declarada como tal en 1992, no fue hasta el año 2003 que se elaboró un plan de manejo para la protección de los recursos naturales de la zona y para entonces el 30% del bosque de la reserva ya había desaparecido.
El cerro de Wawashang se encuentra ya intervenido por colonos mestizos quienes entran en conflicto con las comunidades indígenas del área, tanto por el uso de la tierra como por el aprovechamiento del bosque, pese a ello el área es aún recuperable.
Otra amenaza lo son las secuelas del Huracán Beta que azotó gravemente esta región. Los rastros del desastre todavía son notorios y por toda el área aún hay árboles caídos, especialmente en los ríos.
Por medio de la zonificación, se asegurará el manejo de la reserva ajustado a sus diferentes características de estado de la biodiversidad, aprovechamiento, distribución poblacional y régimen de administración política y características socioeconómicas. 
Pese a ello la reserva no se encuentra segura del todo. La llamada zona intangible o núcleo, que se ubica a ambos lados del río Wawashang y limita al norte con el río  Kurinwas es, según el plan de zonificación, una zona natural en la cual está prohibido el asentamiento humano así como la extracción de recursos naturales, además sólo tienen acceso los guardabosques y los científicos. Sin embargo, la realidad es diferente, pues se encuentran asentadas en la zona numerosas familias y terratenientes, de los que uno de ellos reclama como suyas unas 18.000 ha que representan el 52 % de la zona núcleo de la reserva. Además, se realiza extracción ilegal de madera, siembra de granos básicos y hay muchos canes domésticos utilizados para cazar fauna silvestre. En cambio, sólo hay dos guardabosques que carecen de medios de capacitación, que deben patrullar solos una gran área de 350.000 ha.

## Zonas
Las zonas a establecerse en la reserva son las siguientes:
- Zona intangible, 34.553 ha que son la zona núcleo de la reserva.
- Zona recreativa.
  - Subzonas de reserva y uso de humedales.
- Zona de conservación y uso extensivo.
- Zonas de uso autosuficiente.
- Zona de transición y restauración.
- Zona de amortiguamiento.
- Zona de amortiguamiento en Laguna de Perlas.